# Leptanthura exilis
Leptanthura exilis là một loài chân đều trong họ Leptanthuridae. Loài này được Wägele miêu tả khoa học năm 1985.